# Догањево
Догањево (алб. Doganaj) је насељено место у општини Урошевац, на Косову и Метохији. Према попису становништва из 2011. у насељу је живело 1.100 становника.

## Становништво
Према попису из 2011. године, Догањево има следећи етнички састав становништва:
| Националност | 2011.          |
| Албанци      | 1.095 (99,55%) |
| Бошњаци      | 3 (0,27%)      |
| недоступно   | 2 (0,18%)      |
| Укупно       | 1.100          |

| Демографија | Демографија | Демографија |
| Година      | Становника  | Становника  |
| ----------- | ----------- | ----------- |
| 1948.       | 288         |             |
| 1953.       | 323         |             |
| 1961.       | 386         |             |
| 1971.       | 463         |             |
| 1981.       | 582         |             |
| 1991.       | 737         |             |
| 2011.       | 1.100       |             |